# Hinatara
Hinatara är ett släkte av steklar som beskrevs av Benson 1936. Hinatara ingår i familjen bladsteklar.
Släktet innehåller bara arten Hinatara recta.